# Quantenkaskadenlaser
Der Quantenkaskadenlaser (QKL), engl. Quantum Cascade Laser (QCL), ist ein Halbleiterlaser für Wellenlängen im mittleren und fernen Infrarot (Terahertzstrahlung). Im Gegensatz zu normalen Halbleiterlasern wird das Laserlicht nicht durch die strahlende Rekombination eines Elektrons des Leitungsbands mit einem Loch des Valenzbands des Halbleiters erzeugt (Interband-Übergang), sondern durch Intersubband-Übergänge von Elektronen innerhalb des Leitungsbands.

Intersubband-Übergänge im Leitungsband beim Quantenkaskadenlaser

2010 waren Geräte zur Abgasanalyse kommerziell erhältlich.

## Geschichte
Das theoretische Konzept für Quantenkaskadenlaser wurde bereits im Jahr 1971 von R. F. Kazarinov und R. A. Suris entwickelt. Die experimentelle Umsetzung jedoch gelang Jérôme Faist, Federico Capasso, Deborah Sivco, Carlo Sirtori, Albert Hutchinson und Alfred Y. Cho erst 1994 an den Bell Laboratories mit Hilfe der Molekularstrahlepitaxie.
Die mit diesem Lasertyp erreichbaren Wellenlängen liegen zurzeit (d. i. Anfang 2004) im Bereich zwischen 3,5 µm und 141 µm. Dieser Wellenlängenbereich wird durch andere Lasertypen so gut wie nicht erschlossen, daher sind QCLs hier nahezu konkurrenzlos. Zudem lassen sich Quantenkaskadenlaser, ebenso wie andere Halbleiterlaser, mit sehr kleinen Abmessungen herstellen.

## Aufbau
Der Aufbau des Quantenkaskadenlasers basiert auf einem Halbleiterlasermaterial, das aus einer Vielzahl von Schichten besteht, deren Dicke im Bereich einiger Nanometer liegt. Dabei werden abwechselnd sehr dünne Schichten (wenige nm) von Materialien mit unterschiedlicher Bandlücke (z. B. GaAs und AlGaAs) verwendet. Dadurch entstehen sogenannte Quantenfilme, und damit ein elektrisches Potential, das sich in Abhängigkeit vom Material räumlich ändert. Die darin entstehenden Quantenzustände der Elektronen können mit benachbarten Zuständen koppeln, wodurch diese aufspalten und sogenannte Minibänder bilden (siehe Bändermodell). Die Funktionsweise des Lasers hängt kritisch von der richtigen Abfolge unterschiedlicher Schichtdicken der Quantenfilme sowie der Dotierung ab.
Dazu wird eine Reihe von Halbleiterschichten als zweidimensionale Quantentöpfe hergestellt, die mehrere quantisierte Energieniveaus relativ zum Material-Energieniveau haben. Durch Anlegen einer Spannung werden die absoluten quantisierten Energieniveaus angrenzender Quantentöpfe so zueinander ausgerichtet, dass Elektronen durch quantenmechanisches Tunneln von einem niedrigen Energieniveau des einen Quantentopfs in ein hohes Energieniveau eines anderen gelangen können. Dann kann der Energieunterschied zwischen hohem und niedrigem Energieniveau in Form von Photonen abgegeben werden, und die nächste gleichartige Halbleiter-Schichtfolge (Kaskade) durchlaufen werden.
Senkrecht zu den Quantenfilmen wird eine Spannung angelegt. Nun können Elektronen durch die Quantenfilme hindurchtreten, wobei sie stets Quantenzustände einnehmen. Der für die Emission relevante Bereich besteht aus zwei unterschiedlichen Zonentypen, die sich mehrmals (z. B. 25 Mal) abwechselnd wiederholen, nämlich Emissionszone und Injektorbereich. Im Injektorbereich befinden sich Minibänder, die zur Zwischenlagerung von Elektronen dienen. Die Emissionszone kann zum Beispiel aus drei unterschiedlichen Energieniveaus bestehen. Elektronen gehen unter Emission eines Photons aus den höheren Niveaus in die niedrigeren über (siehe dazu Laser unter dem Stichwort Dreiniveau). Neben dem Fabry-Perot-Resonator, der durch die Stirnflächen des Materials gebildet wird, wird zur Erzeugung monochromatischer Strahlung das DFB-Konzept (engl. distributed feedback) eingesetzt.
Anwendungsfelder für diese Lasertypen sind beispielsweise die Spurengasanalyse, die Freistrahlübertragungstechnik sowie die Medizintechnik.